# Stridsklubba
Stridsklubba är klubbor som avses för strid. De är huvudsakligen slagvapen men kan stundom vara kastvapen. Gentemot jaktklubbor har stridsklubbor historiskt haft mer komplexa klubbhuvuden med vassa element för att göra mer skada vid träff eller för att kunna kontra sköldar och rustning med mera, där jaktklubbor främst har trubbiga huvuden för att inte skada villebrådets päls eller potentiellt få inälvor att brista och förstöra köttet.
Klubbor med huvud av sten är troligtvis de äldsta vapnen tillverkade för att enbart användas i strid.

## Påk / klubba

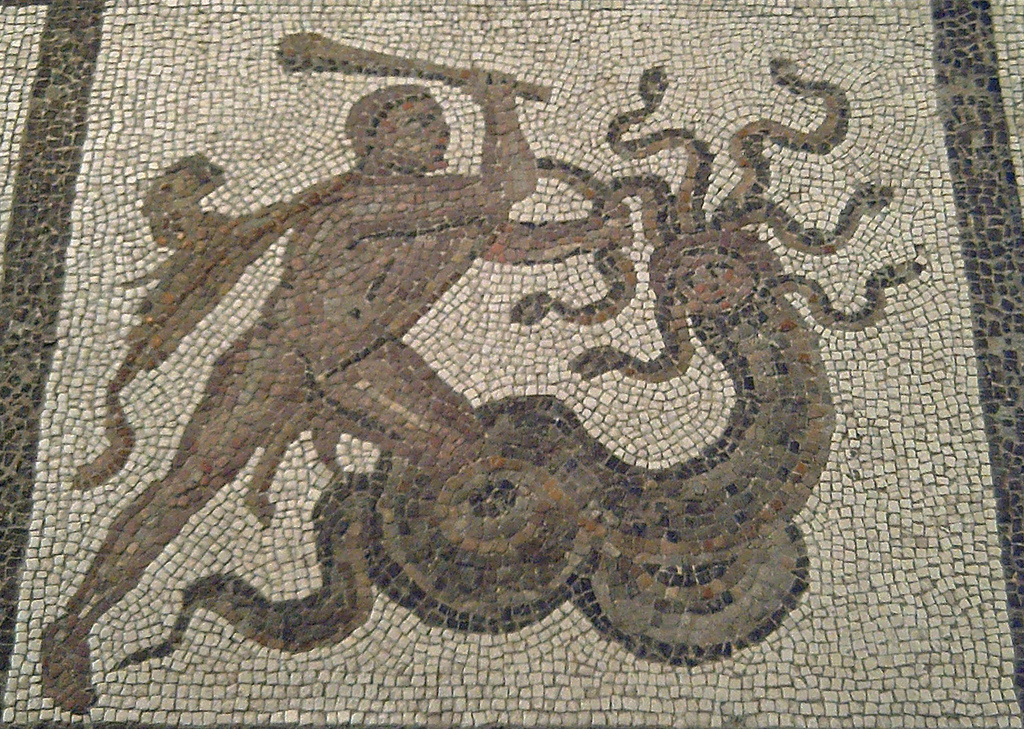
Mosaik av Herakles som slår ihjäl hydran med sin knölpåk (200-talet e.Kr.).

Kapade grenar som var tjockare i ena änden, det som vardagligt brukar kallas ”påk”, användes troligen som stridsklubbor redan av de tidigaste människorna, långt innan eld, och kan mycket väl ha varit de första ordentliga vapnet som togs med på färd. Redan under äldre stenåldern förekom avancerade påkar som apterades med en sten i påkens huvud, det vill säga den anslående änden, och klubbor av horn finns även bevarade från denna period. Från äldre stenålderns slutskede finns även fynd av påkar med monterade taggar av flinta eller vulkanglas.
I mellanöstern användes klubbor med huvud av bland annat kalksten och porfyr kring 3500 f.Kr.. Det var tekniskt svårt att fästa stenar ordentligt vid träskaft, vilket gjorde att de tidiga stridsklubborna med stenhuvud blev högstatusvapen. Kring mitten av 3000-talet f.Kr. började koppar användas till klubbhuvud, först i Mesopotamien, sedan i Syrien, Palestina och Egypten. I stilla havets övärld finns en extra rik kultur av skurna träklubbor. Dessa sten- och metallhuvade påkar blev sedermera de första stridshammrarna, när huvudet förlängdes till en punkt i syfte att koncentrera anslagskraften.
En tidig mytisk karaktär som var känd för sitt bruk av stridsklubba, specifikt knölpåken, var den forngrekiska sagohjälten Herakles. Berättelsen, som främst spridits till västvärlden via latin som Herkules, har bland annat populariserat det latinska ordet för knölpåk, baculus (sidoform av baculum, ”stav”), vilket stundom används som synonym för träpåk.
Träpåkar är enkla att tillverka och ett effektivt vapen för sin kostnad och tillgänglighet varför de sedan mycket långt bak i tiden använts i alla bondeuppror och folkuppbåd. Ännu under första världskrigets togs träpåkar i bruk för de närstrider som soldater fann sig i inne i skyttegravna.

## Europeiska stridsklubbor

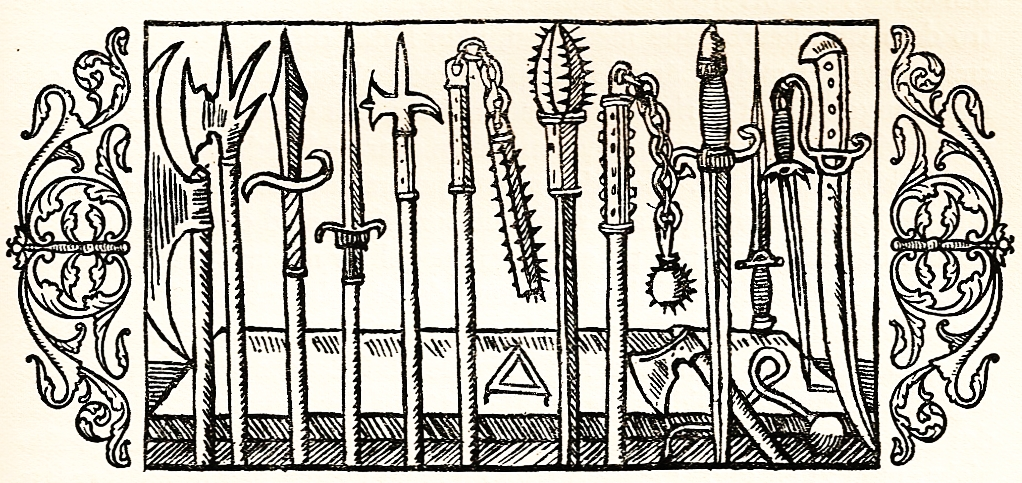
Diverse slagvapen; bild ur: Historia om de nordiska folken (VII:3) av Olaus Magnus.

### Tidiga hjälmkrossare
För att göra vapnet effektivare försåg man klubban med ett slaghuvud eller en slagkula i ena änden av ett skaft, först av sten, sedan av metall. På Bayeuxtapeten finns sådana stridsklubbor avbildade. Även prelater deltog ofta i strider under den äldre medeltiden och var då utrustade med stridsklubbor eftersom de inte fick utgjuta blod. När ärkebiskopen av Köln deltog i strider 1172 och 1189 var han beväpnad med stridsklubba. Riddare och andra ryttare använde ofta under 1300-talet kortskaftade ryttarklubbor som kallades hjälmkrossare. De kunde antingen vara släta, knöliga eller besatta med taggar.

### Senare hjälmkrossare
En ny typ av hjälmkrossare utvecklades när plåtrustningarna alltmer började användas. Radialt från klubbhuvudet fästes 6 till 8 mer eller mindre skarpa slagblad rakt ut. Vapnets hela längd var mellan 40 och 65 centimeter och vikten varierade mellan 0,75 och 1,6 kilogram. I Sverige benämndes sådana klubbor köritsklubbor (med körits menades helrustning lik den som riddarna bar). Denna typ av stridsklubba användes ända fram till 1500-talets mitt. Därefter användes den som befälstecken (fältherrestav) till långt in på 1600-talet. I svenska 1600-talshandlingar kallades vapnet även putschan; ordet kommer troligen från något östeuropeiskt språk eftersom hjälmkrossaren ursprungligen fördes in till Europa från Orienten. Denna typ av klubba kom ganska tidigt till Sverige. Johan III brukade bära en ungersk järnklubba och Karl IX ägde en putschan av silver. Den senare användes som en slags ordförandeklubba av Gustav III och Gustav IV Adolf vid riksdagarna.

### Goedendag
Den flamländska goedendag är en kombination av klubba och spjut, som användes bland annat under Brugse Metten (18 maj 1302). Den är ca 1½ meter lång, med ett (överdimensionerat) fäste i järn. Järnfästet användes som klubbhuvud, medan spetsen kunde användas för att stoppa hästar. Guillaume Guiart är den som bäst beskrivit hur dessa användes i strid. Själva namnet betyder antingen 'god dag' (vilket kan användas som schibbolet) eller 'bra kniv'.

### Morgonstjärna / spikklubba

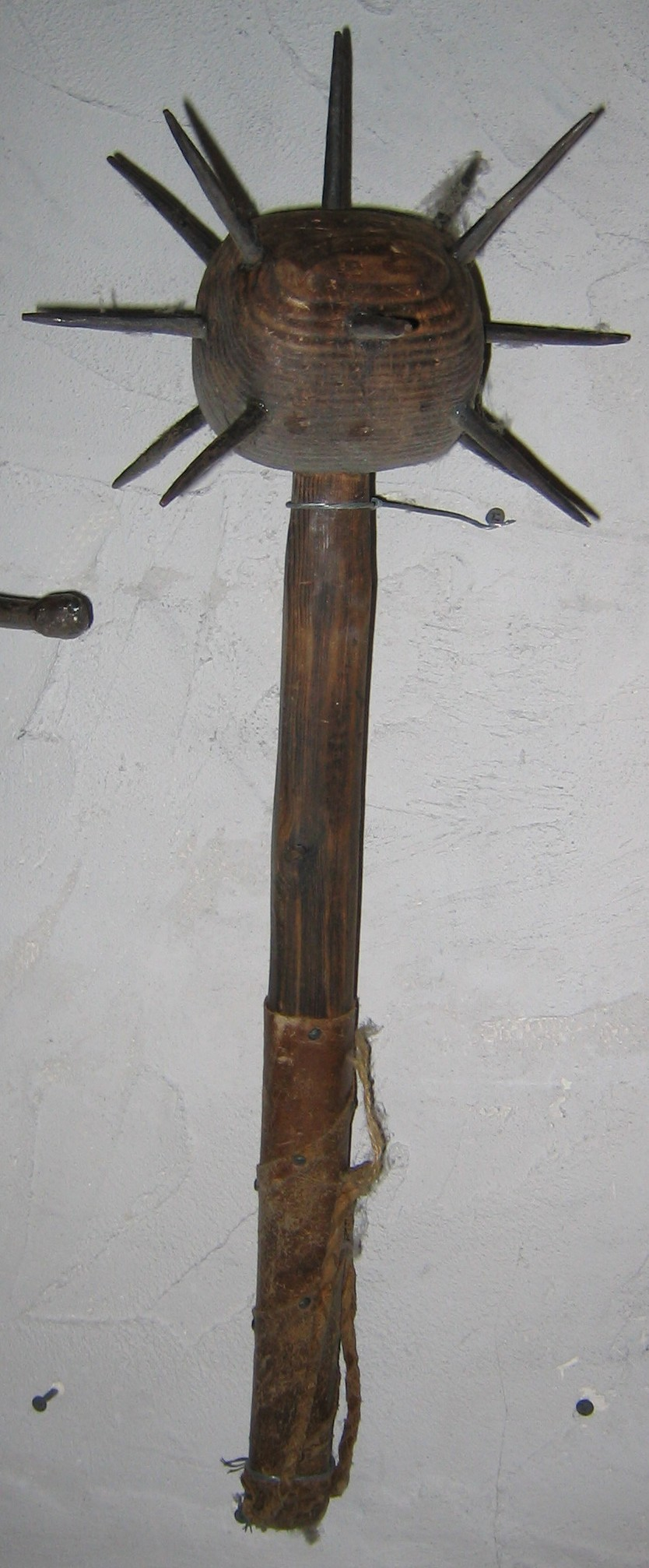
Morgonstjärna

Morgonstjärnan (fornsvenska: morghonstiärna), även kallad spikklubba, var en under medeltiden en stridsklubba som bestod av en stång eller för rytteriet ett kortare skaft och var försedd med en kula med taggar och spjutspets.. Den har ett skaft av trä eller metall och ofta är slaghuvudet skapat av ett metallklot med spetsar och vanligt förekommande är en längre stötspets i mitten på överdelen av klotet. Slaghuvudet kunde även vara av svarvat hårt trä med en cirka 25 cm lång sylliknande stötspets upptill. På en järnring runt slaghuvudet på dess största omkrets var 6 till 8 taggar fastgjorda och ytterligare 8 stycken järntaggar var inslagna i träet. Spikklubban användes till en början främst av riddare mot andra riddare då dessa var skyddade av svårgenomträngliga plåtrustningar där blankvapen var obrukbara. Den användes senare av både infanteri och rytteri. De ridandes spikklubbor kännetecknas av ett kortare skaft än de som fotfolket hade. Fotfolkets långa klubbor med skaft upp till mer än 2 meter långa brukades till långt fram i tiden vid fästningars försvar samt användes ombord på örlogsfartyg och av bondeuppbåd.
Morgonstjärnan eller spikklubban var i Sverige symbolen för bondehärar och folkuppror. Under 1500- och 1600-talet berättade allmogen historier om klubbehärar, dvs bondehärar med spikklubbor som reste sig mot överhögheten. Reella exempel är klubbekriget i den finländska landsändan i slutet av 1500-talet och morgonstjärneupproret i Närke 1653.
Spikklubbor brukades ännu i samband med Stora Daldansen 1743 och brukades som brandvaktsvapen in på 1800-talet.

### Galleri

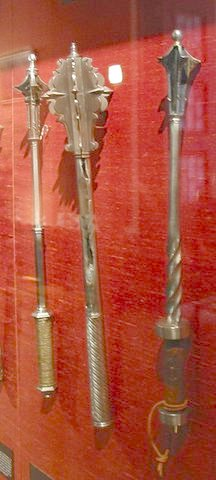
Stridsklubbor.
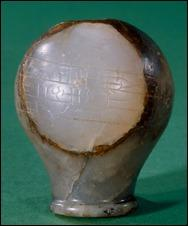
Assyriskt klubbhuvud med inskriptioner.
Hjälmkrossare av stål, cirka 1600, från Skoklosters slott.

### Tryckta verk
- Alm, Carl Josef Emanuel (1932). Blanka vapen och skyddsvapen, från och med 1500-talet till våra dagar. Stockholm: Militärlitteraturföreningens förlag. Libris 1349140